# Анна Ріта Дель Піано
Анна Ріта Дель Піано (італ. Anna Rita Del Piano), справжнє ім'я Анна Ріта Віапіано (італ. Anna Rita Viapiano; нар. 26 липня 1966, Кассано-делле-Мурдже) — італійська акторка й театральна режисерка.

## Біографія
Народилася у Кассано-делле-Мурдже, де й провела дитячі роки. Згодом переїхала разом зі своєю сім'єю до Матери, де почала перші художні заняття з балету, а згодом активно зацікавилась театром. Коли їй виповнилось 14 років, почала відвідувати заняття Енріко Аннечіно, студію «Гермес» Еміліо Адрісані та «Teatro dei Sassi» у Матері, який очолювали Массімо Ланзетта та Лоредана Паолічеллі. Закінчила Університет Урбіно з відзнакою та вступила до музичної консерваторії Egidio Romualdo Duni в Матері.
Її першим контактом зі світом кіно стали знімання в 1993 у фільмі The Star Maker Джузеппе Торнаторе, під час її перебування в Матері, де їй запропонували роль другого плану.
Зустріч з Торнаторе знаменує початок її роботи в кіно, оскільки незабаром після зйомок вона поїхала в Рим, де почала відвідувати різні кіношколи. Першу роботу на телебаченні як телеакторка отримала в 1996 у The Fourth King з Стефано Реалі, а потім працювала в інших фантастичних картинах: Ultimo, Valeria medico legale. У 2000 вона поділила головну роль у телевізійній драмі «Le Ali della Vita» та «Le Ali della Vita 2» з Сабріною Феріллі та Вірною Лісі, де вона грає роль сестри Селестини. Наступного року також отримала головну роль у фантастичній картині разом з Марією Горетті.
Серед іншого, грала роль соціальної працівниці у фільмі Le bande Лучіо Гордіано та касирки у картині Focaccia blues Ніко Кірасоли.
2012 року Анна Ріта Дель Піано повернулась в Кассано-делле-Мурдже як режисерка, щоб представити свою останню роботу «Parigi nell'Anno del Signore».

## Фільмографія
- 2005 : Святий Петро / (San Pietro) — Фламінія